# Lyftkran

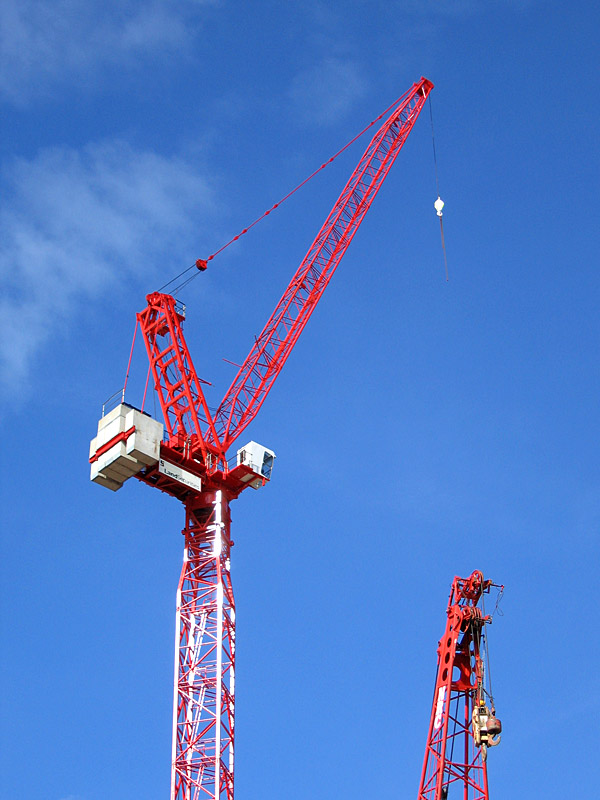
En tornkran med lutad huvudbom.

En lyftkran är en anläggningsmaskin utrustad med stålvajrar och taljor, som används till att lyfta och sänka material. De används oftast på byggarbetsplatser och som hjälpmedel vid konstruktion av tyngre saker inom verkstadsindustrin. Lyftkranar som används inom byggindustrin är oftast temporära konstruktioner, fastsatta antingen i marken eller på en mobil plattform. De kan manövreras antingen från hytten på kranen eller medelst en handburen radiokontroll. Kranföraren får hjälp av medarbetare på marken via handsignaler eller radiokommunikation. I alla branscher finns över 20 + specialiserade kranar, alla används för olika ändamål.

## Typer av kranar

### Antika kranar
En utmejslad stentavla från det första eller andra århundradet hittad i graven hos familjen "Haterii" i Rom visar en kran som används till att bygga ett monument.

### Historiska kranar

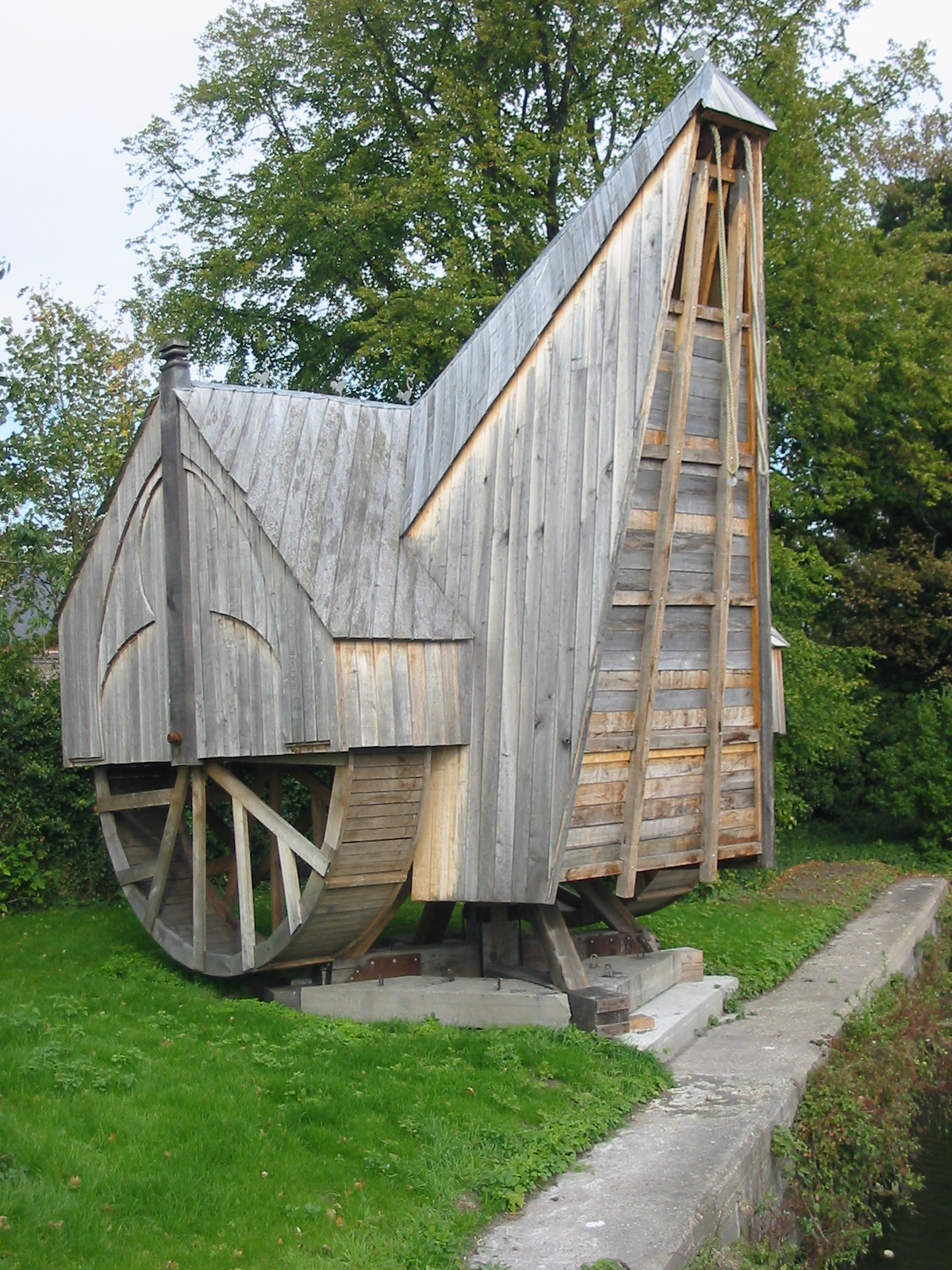
En modern rekonstruktion av en medeltida kran.

Kranar under medeltiden användes till att konstruera Europas katedraler. Kranen fixerades på toppen av byggnaden, medan två personer som springer i hjulen agerar kraftkälla för kranen. Styckekranen på Skeppsholmen i Stockholm samt gamla mastkranen i Karlskrona byggd 1803.

### Mobilkran
Den vanligaste typen av mobilkran består av en teleskopisk bom av järn eller stål, fastsatt på en mobil plattform via ett gångjärn. Ett system av hydraulcylindrar eller kablar kan höja och sänka bommen. Den kraftkälla som driver hydraulpumparna är vanligtvis en dieselmotor. Bommen som kroken sitter i är oftast in- och utskjutbar, teleskopisk.
En annan variant är en fast fackverkskonstruktion där man med hjälp av stålvajrar kan höja och sänka bommen.

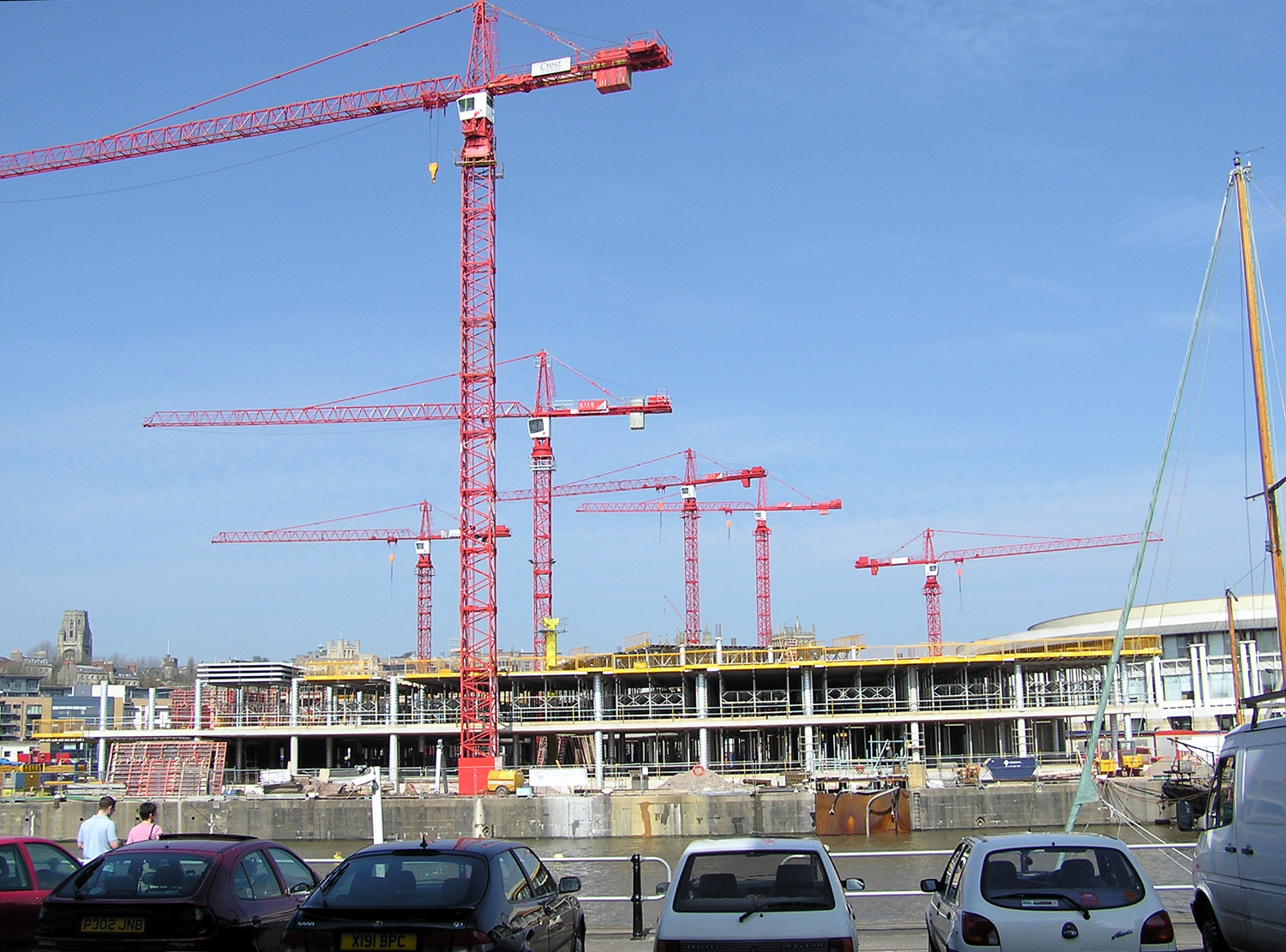
Sex stycken tornkranar i arbete.

### Tornkran
Tornkranen är en modern form av självbalanserad kran. Fixerad vid marken ger tornkranen oftast den bästa kombinationen av lastförmåga och lyfthöjd. Den används oftast vid konstruktionen av högre byggnader. För att spara plats kan själva tornet vara inbyggt i byggnaden (vanligare utomlands), på taket. En horisontell asymmetriskt avvägd bom är balanserad på toppen av tornet med en motvikt i den korta änden av bommen.
Tornkranen uppfanns av Elis Lindén som 1970 fick Kungliga Ingenjörsakademiens guldmedalj för sin uppfinning.

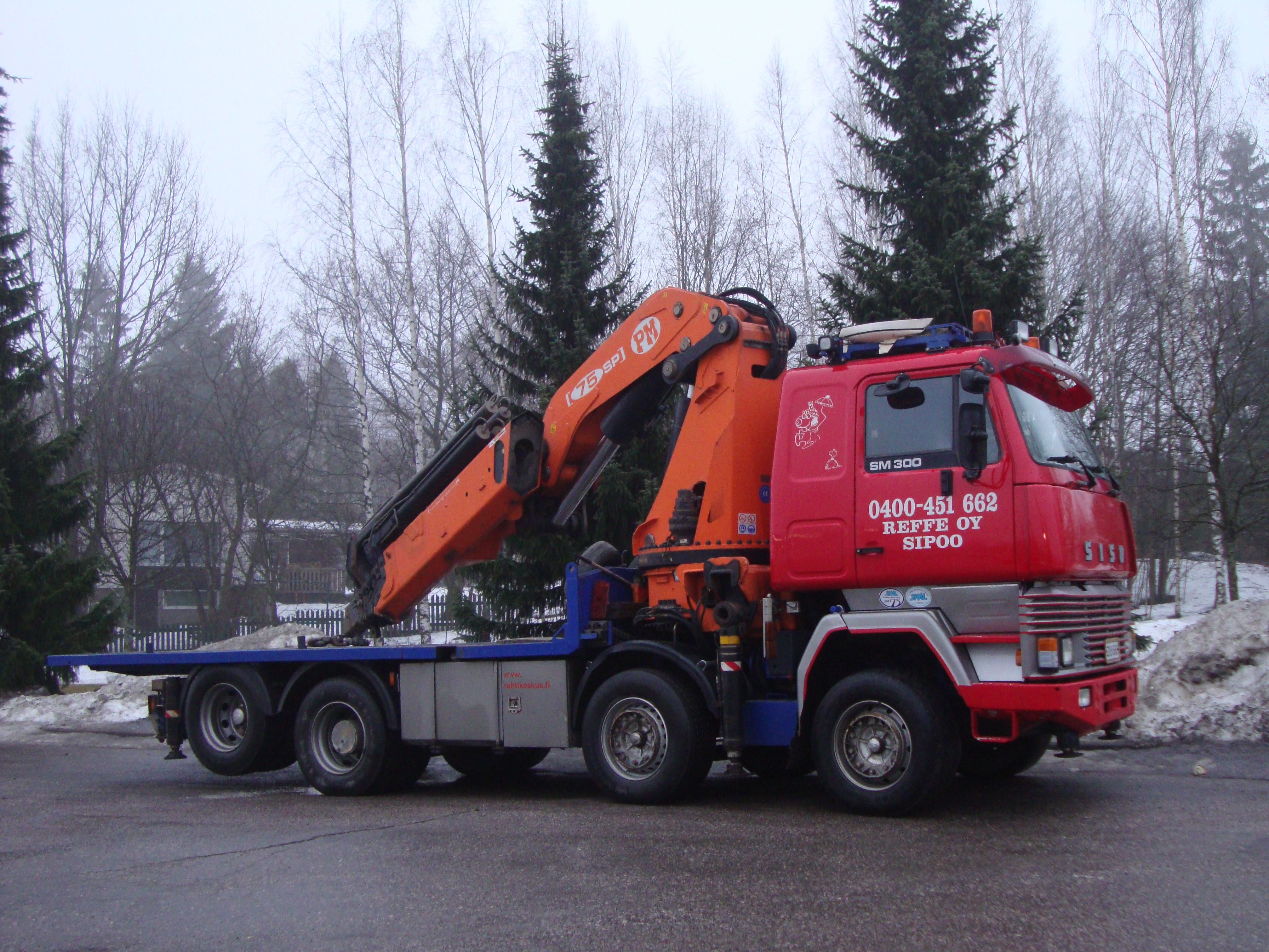
Lastbilskran, delvis utfälld.

### Lastbilskran
Denna typ av kran har flera leder som rör sig med hjälp av hydraulik. Den används för att lasta på och av gods på en lastbil. När kranen inte används kan den vikas ihop så att den tar litet fysiskt utrymme. En eller fler av armarna kan vara anordnad så att den går att skjuta ut och eller in.

### Containerkran

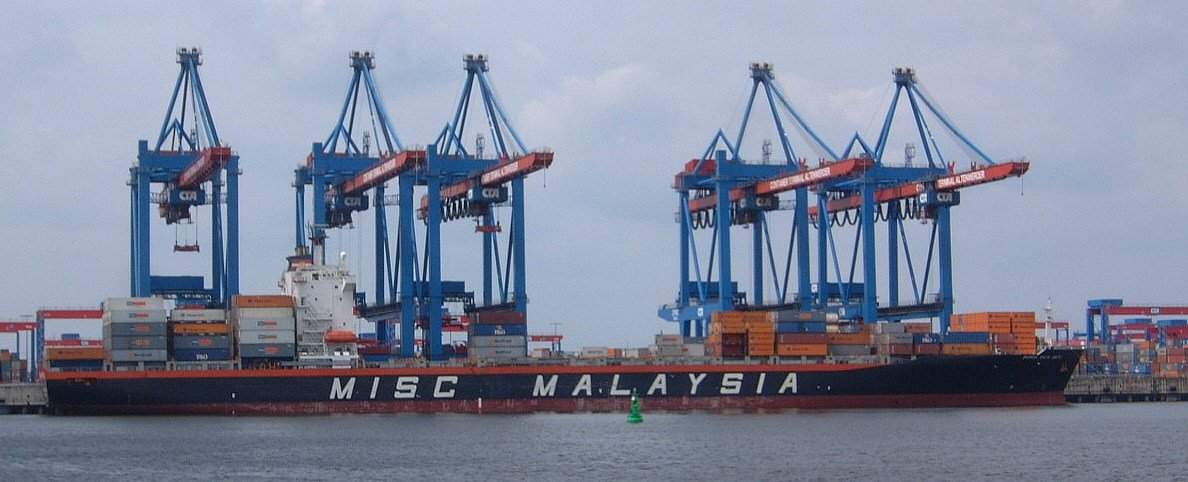
Containerkranar i Hamburgs hamn.

Det här är en stor installation som används i containerhamnar och vid vissa typer av omlastningscentraler mellan lastbil och godståg. Lyftmekanismen arbetar på en stålram som i sin tur vilar på fyra stora ben. Denna typ av kran kan lyfta stora laster.

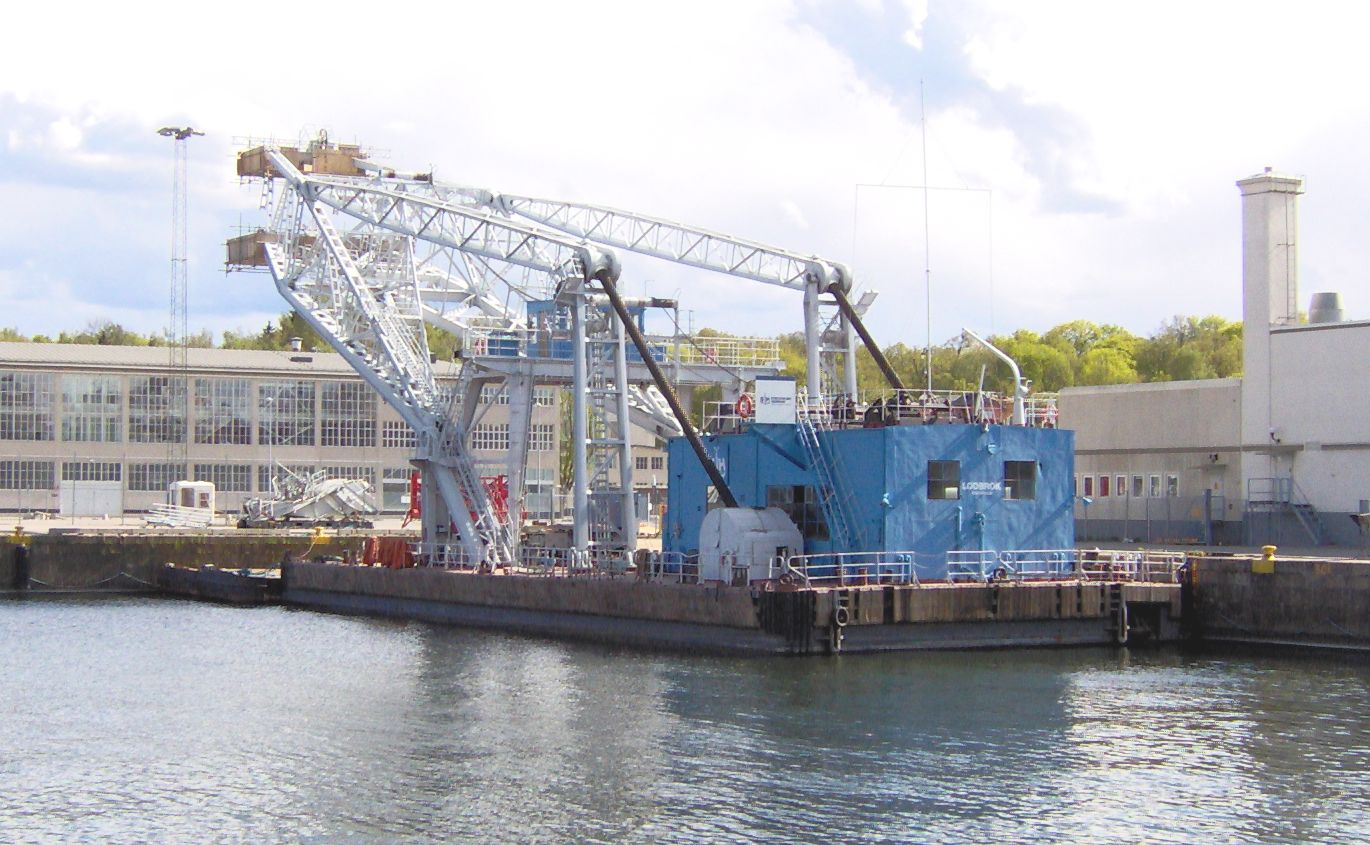
Pontonkranen Lodbrok i Stockholms frihamn år 2006.

### Pontonkran
Flytande kranar som vilar på pontoner kan användas vid bro- eller hamnkonstruktioner. Från 40-talet och till nutid har huvuduppgtften varit att lyfta särdeles tunga saker av och på båtar. En del specialiserade pontonkranar har en lyftkapacitet som överstiger 10 000 ton. Dessa används mycket i off-shore industrin.

### Traverser, portalkranar och bockkranar

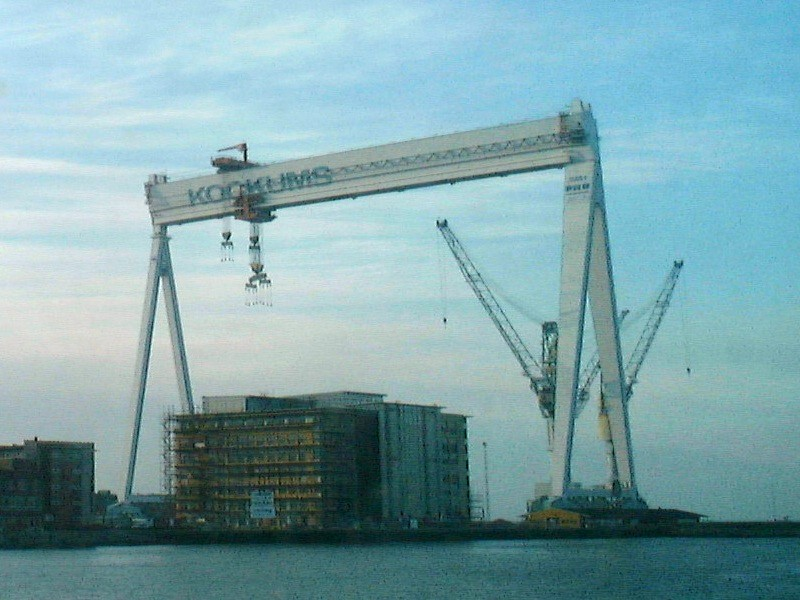
Kockumskranen, februari 2000.

Traverskranar, portalkranar och bockkranar lyftkranar som lyfter objekt med en telfer, som är utrustad med en telfervagn som kan röra sig horisontellt på ett spår eller under en traversbalk.
En traverskran, även känd som travers eller hängande kran, stödjs i ändarna av hjul som kör på spår på hög höjd, vanligtvis parallellt med väggarna i industribyggnad, så att hela kranen kan förflytta sig över byggnadens längd, medan telfern kan förflytta sig över byggnadens bredd.
En portalkran har en liknande mekanism, där traversbalken stödjs av ben, vanligtvis med hjul vid foten som låter hela kranen röra sig på spår eller fritt. En del portalkranar har endast fasta stöd, i synnerhet när de lyfter laster såsom järnvägsgods som lätt flyttas nedanför dem.
Bockkranar är portalkranar på spår, som företrädesvis används på skeppsvarv och kan lyfta sektioner av ett fartyg. Kockumskranen i Malmö hade en lyftkapacitet på 1 600 ton.